# Kiels voetbalkampioenschap 1906/07
In 1906/07 werd het derde Kiels voetbalkampioenschap gespeeld, dat georganiseerd werd door de Kielse voetbalbond. Holstein Kiel werd kampioen en plaatste zich voor de Noord-Duitse eindronde. De club verloor in de halve finale van Victoria Hamburg.

## Eindstand
| Plaats | Club                    | Wed. | W | G | V | Saldo | Ptn  |
| ------ | ----------------------- | ---- | - | - | - | ----- | ---- |
| 1.     | Kieler FC Holstein 1902 | 8    | 8 | 0 | 0 | 38:4  | 16:0 |
| 2.     | FC Kilia Kiel           | 8    | 5 | 1 | 2 | 8:9   | 11:5 |
| 3.     | 1. Kieler FV 1900       | 8    | 4 | 1 | 3 | 14:11 | 9:7  |
| 4.     | FC Borussia 03 Gaarden  | 8    | 1 | 0 | 7 | 3:33  | 2:14 |
| 5.     | SC Concordia 1900 Kiel  | 8    | 1 | 0 | 7 | 4:14  | 2:14 |

|  | Kampioen   |
|  | Degradatie |